# アルリンド・アイエティ
アルリンド・アイエティ（Arlind Ajeti 、1993年9月25日 - ）は、スイス・バーゼル出身のプロサッカー選手。リーガ1・CFRクルジュ所属。アルバニア代表。ポジションはディフェンダー。
弟はサッカー選手のアルビアン・アイエティ。

## クラブ経歴

### スイス
地元クラブのFCコンコルディア・バーゼルでキャリアをスタート。2004年、FCバーゼルの下部組織に移籍。
2011年1月2日、バーゼルと2年半のプロ契約を締結。8月21日開催のFCトゥーン戦でリーグデビュー。2013年10月5日開催のFCローザンヌ・スポルト戦で初ゴール。

### フロジノーネ
バーゼルとの契約満了から6ヶ月後の2015年11月24日、セリエAに昇格したフロジノーネ・カルチョにシーズンいっぱいの契約で加入。背番号は生まれ年から93に決定。
2016年1月6日開催のUSサッスオーロ・カルチョ戦で加入後初出場。初ゴールを挙げた一方でオウンゴールも献上した。

### トリノ
2016年7月7日、トリノFCにフリーで加入。契約は3年で2年の延長オプション付き。

### グラスホッパー
2018年9月13日、グラスホッパー・クラブ・チューリッヒに移籍した。

### ヴェイレ
2020年2月18日、ヴェイレBKに移籍した。

## 代表歴
U-17世代からU-21世代まではスイス代表として出場していた。
2014年10月、アルバニア代表への変更を決意。11月14日開催の親善試合・フランス代表戦でデビュー。2015年3月5日、アルバニア市民権を取得。これによりアルバニア代表として国際Aマッチ公式戦への出場が可能になった。
2016年5月28日開催の親善試合・カタール代表戦で初ゴール。31日、UEFA EURO 2016に出場するメンバー23人の一人に選ばれた
EURO本戦ではグループステージ第2戦のフランス代表戦と第3戦のルーマニア代表戦に出場。ルーマニア戦でマンオブザマッチに選ばれるもチームはグループステージ敗退に終わった。
UEFA EURO 2024に選出

### ゴール
2016年5月29日現在
| No. | 開催日        | 会場                       | 対戦国   | スコア | 結果 | 大会     | Ref    |
| --- | ------------- | -------------------------- | -------- | ------ | ---- | -------- | ------ |
| 1   | 2016年5月29日 | スタディオン・ハルトベルク | カタール | 1–1    | 3–1  | 親善試合 | [ 23 ] |

## タイトル
バーゼル
- スイス・スーパーリーグ: 2011–12, 2012–13, 2013–14, 2014–15
- スイス・カップ: 2011–12

トリノ
- エウゼビオ・カップ: 2015-16